# Verkehrs- und Tarifgemeinschaft Steinburg

Logo der Verkehrsgemeinschaft Steinburg

Die Verkehrs- und Tarifgemeinschaft Steinburg war ein Zusammenschluss der Busunternehmen im Kreis Steinburg. Sie unterhielt einen gemeinschaftlichen Tarif für alle Busunternehmen, in den die Deutsche Bahn nicht eingebunden war. Am 1. Januar 2022 trat der Kreis Steinburg dem Hamburger Verkehrsverbund bei, durch den der Steinburger Gemeinschaftstarif abgelöst wurde.

## Beteiligte Unternehmen
Unternehmen der Verkehrs- und Tarifgemeinschaft Steinburg:
- Autokraft GmbH
- Günter Lampe GmbH & Co. KG
- Holsten Express
- Omnibusbetrieb E. Rathje
- Steinburger Linien
- Storjohann Verkehrsbetrieb die linie GmbH

## Weblink
- Informationen zum ÖPNV im Kreis Steinburg